# いよてつ東温ソーラー発電所
いよてつ東温ソーラー発電所（いよてつとうおんソーラーはつでんしょ）は、愛媛県東温市樋口にある伊予鉄グループの太陽光発電所。

## 概要
伊予鉄道（当時）のバス練習場跡地に建設され、2013年12月17日に稼動を開始した。
伊予鉄道は第一次世界大戦の最中、1916年に伊予水力電気と合併し電力事業を開始。1942年に国家総動員法に基づく配電統制令により電力部門を四国配電に分離するまで発電事業を手がけており、71年ぶりに発電事業復活となる。
年間発電量は120万kWh（一般家庭換算で約300戸相当）で伊予鉄道の運営する路面電車の消費電力量の約40％に相当する。全量は四国電力に売電しており、年間収入は約4,000万円の見込み。

## 発電設備
- 所在地：愛媛県東温市樋口88番地1他
- 敷地面積：約21,300㎡（約6400坪）
- パネル：約5,400枚
- 発電能力：1MW
- 年間発電量：120万kWh（一般家庭換算で約300戸相当）
- 年間二酸化炭素削減効果：300トン[3]
- 発電開始：2013年12月17日
- 投資額：3億9,000万円

## 沿革
- 2013年7月 - 建設着工。
- 2013年12月17日 - 発電開始。